# Apostolepis quinquelineata
Apostolepis quinquelineata är en ormart som beskrevs av BOULENGER 1896. Apostolepis quinquelineata ingår i släktet Apostolepis och familjen snokar. Inga underarter finns listade i Catalogue of Life.
Enligt The Reptile Database är Apostolepis quinquelineata ett synonym till Apostolepis nigrolineata.